# Pădure de conifere

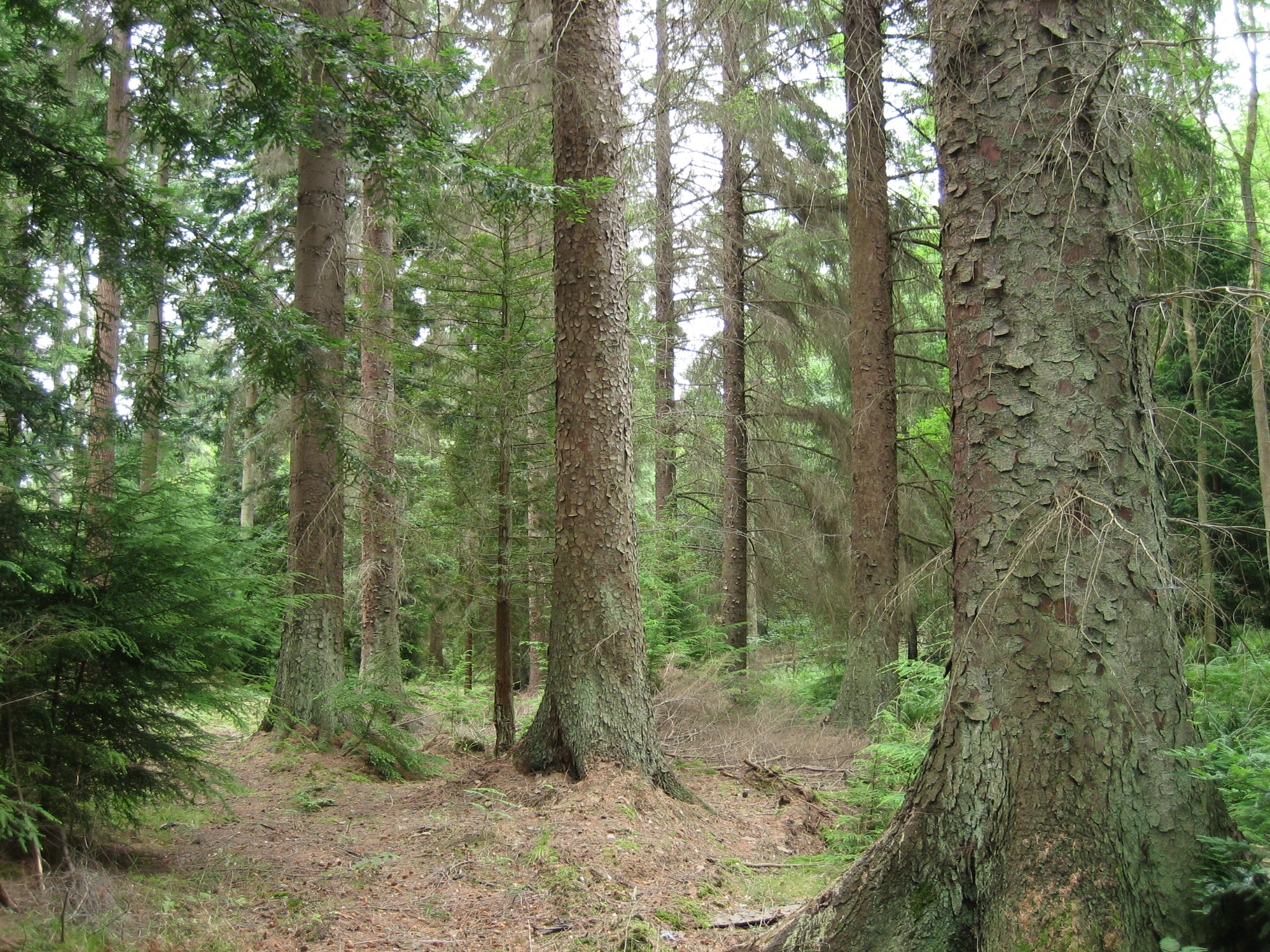
Pădure de molid (în nordul Angliei)

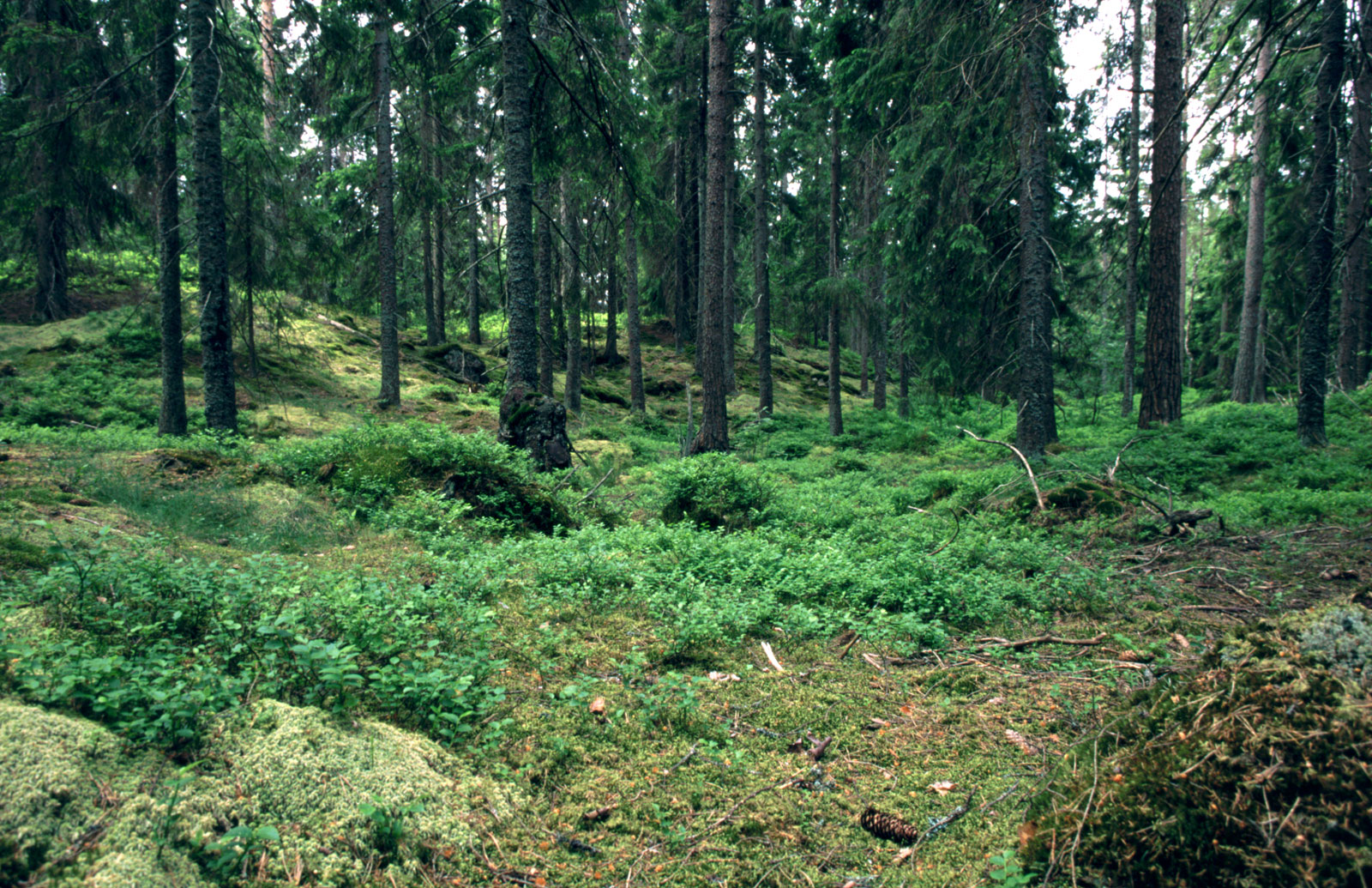
Pădure de conifere (în Suedia)

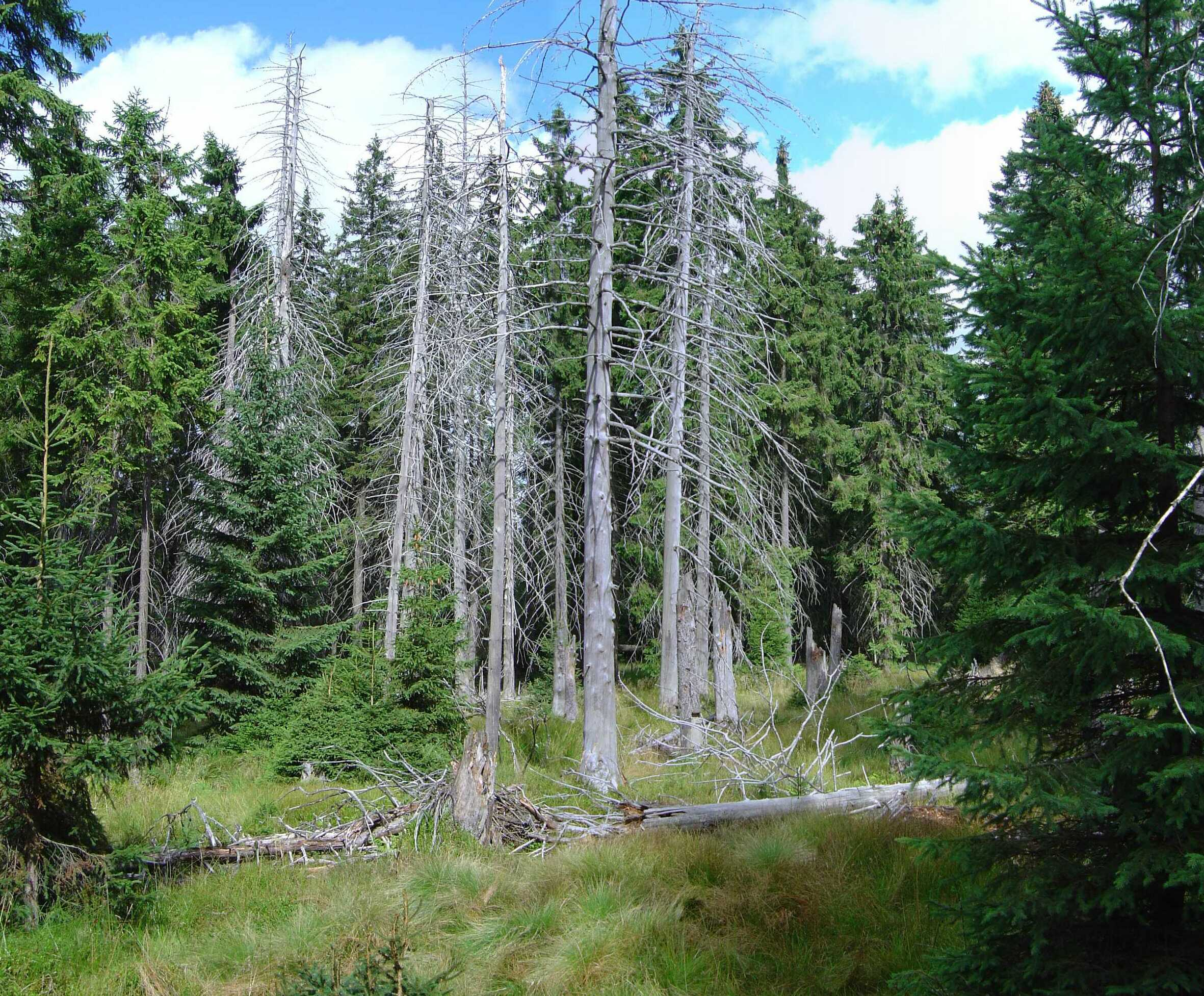
Pădure de conifere (în Cehia)

Pădurile de conifere (numite uneori păduri boreale) sunt zone de vegetație în care predomină vegetația arboricolă (arbori și arbuști) și gimnospermică (brazi și pini). Ele sunt răspândite în zonele subarctice, temperate și subtropicale. Sunt specifice zonelor de mai sus de latitudinea de 55° în emisfera nordică și unor munți din emisfera sudică. Se întâlnesc în zonele reci precum nordul Asiei, din Scandinavia până în Rusia, în nordul Chinei, pe lanțul muntos Himalayan, în Georgia, pe munții Alpi și Pirinei.

## Vegetația
Aici trăiesc foarte multe specii de plante. Vegetația poartă denumirea și de "taiga". Arborii se clasifică după felul acelor lor. Există două feluri de păduri de conifere: boreale și montane. Cei mai reprezentativi arbori din pădurile de conifere sunt: molidul, pinul, bradul alb, zada, jneapănul (singurul arbust din pădurile de conifere), tuia (numit și arborele vieții), tisa, chiparosul, cedrul, cupresifolia și sequoia roșie. În Europa și Asia, pădurile de conifere se numesc taiga. Coniferele sunt arbori înalți, cu trunchiul drept, fără ramificații, cu frunze mici, aciculare, acoperite cu un fel de ceară. Ele nu își pierd frunzele toamna, de la aceasta regulă abătându-se doar laricele. Coniferele au fibre rășinoase ce permit clătinarea și îndoirea lor (astfel rezistă vânturilor puternice). Ramurile lor sunt aplecate permițând zăpezii să cadă pentru a nu le îngreuna. Aici apar și lichenii, precum Cladonia, Romalina și Xathoria.

## Fauna
Animalele din pădurile de conifere sunt în general mamifere. Unele dintre ele au blănuri prețioase. Ursul este unul dintre acestea. Cel mai mare urs trăiește în America de Nord și se numește ursul Grizzly. Cerbul, este un alt reprezentant al pădurilor de conifere și este la fel un mamifer. Ciuta, își naște puii vii și îi hrănește cu lapte. Căprioara naște numai un pui. Alți reprezentanți sunt veverița, hermelina și samurul, de asemenea se găsesc și vulpi, jderi, arici, iepuri, râși, lincși, castori și pume. Păsări: pițigoi, ciocănitoare, mătăsar, grangur, cocoș de munte, ierunca, gaița de munte, bufnița, cucuveaua, huhurezul și forfecuța. Insecte: furnici, fluturi, țânțari, gândăcei și păianjeni.

## Solurile
Solurile tind sa fie acide, deoarece rășina căzută pe pământ împiedică descompunerea  și reciclarea substanțelor nutritive.Solul de sub copaci este foarte acid și nefertil.

## Impact antropic
Defrișările pentru obținerea de teren agricol și cherestea pot cauza mari probleme de mediu, distrugând echilibrul solului și al faunei pădurilor. Poate fi afectată și clima.
Vânătoarea pentru carne și blănuri prețioase poate duce la dispariția unor specii de animale.